# Objektpermanens
Objektpermanens är förmåga att kunna föreställa sig objekt oavsett om de är närvarande eller inte.
Den börjar att utvecklas enligt Jean Piaget i det sensomotoriska stadiet (0–2 år) under utbyggnaden av de sekundära cirkelreaktionerna (8-12 mån).